# Leucon minor
Leucon minor är en kräftdjursart som beskrevs av Lomakina 1955. Leucon minor ingår i släktet Leucon och familjen Leuconidae. Inga underarter finns listade i Catalogue of Life.